# Klasična mehanika
Klasična mehanika je fizikalna teorija, ki opisuje gibanje makroskopskih predmetov, od izstrelkov do delov strojev in astronomskih teles, kot so vesoljska plovila, planeti, zvezde in galaksije. Za klasično mehaniko velja princip determiniranosti, ki pravi, da se lahko predvidi, kako se bo telo gibalo v prihodnosti, če je znano trenutno stanje, in princip reverzibilnosti, ki lahko pove kako se je telo gibalo v preteklosti.
Beseda »klasično« v »klasični mehaniki« se ne nanaša na klasično antiko, kot to rečemo, npr. za klasično arhitekturo. Ravno nasprotno, razvoj klasične mehanike je vključeval bistvene spremembe v metodah in filozofiji fizike. Namesto tega ta označevalec razlikuje klasično mehaniko od fizik, ki so se razvile po revoluciji v zgodnjem 20. stoletju - ta je razkrila omejitve klasične mehanike.
Klasična mehanika proučuje splošne zakone vzajemnega delovanja teles v pogojih, kadar so kvantni in relativistični pojavi povezani z njihovim obstojem zanemarljivo majhni. Klasična mehanika zagotavlja natančne rezultate pri preučevanju velikih predmetov, ki niso izjemno masivni in katerih hitrosti se ne približujejo svetlobni hitrosti. Ko imajo predmeti, ki jih preučujemo, približno velikost premera atoma, je treba uvesti drugo glavno področje mehanike: kvantno mehaniko. Za opisovanje hitrosti, ki niso majhne v primerjavi s svetlobno hitrostjo, je potrebna posebna relativnost. V primerih, ko so predmeti izjemno masivni, postane uporabna splošna relativnost. Vendar pa številni sodobni viri vključujejo relativistično mehaniko v klasično fiziko, ki po njihovem mnenju predstavlja klasično mehaniko v njeni najbolj razviti in natančni obliki.
Proučevanje gibanja teles je staro, kar naredi klasično mehaniko za najstarejše in najobsežnejše področje v znanosti, inženirstvu in tehnologiji. 

## Opis teorije
Sledeča poglavja opisujejo osnovne koncepte klasične mehanike. Zaradi poenostavljanja pogosto modelira predmete iz resničnega sveta kot točkaste delce (predmeti zanemarljive velikosti). Gibanje točkastega delca določa majhno število parametrov: njegov položaj, masa in sile, ki delujejo nanj.
V resnici imajo telesa, ki jih obravnava klasična mehanika, vedno velikost, ki ni enaka nič. (Obnašanje zelo majhnih delcev, kot je elektron, natančneje opisuje kvantna mehanika.) Predmeti z velikostjo, ki ni nič, imajo bolj zapleteno vedenje kot hipotetični točkasti delci zaradi dodatnih prostostnih stopenj, npr. vrtenje žoge, ko se premika. Vendar pa lahko rezultate točkastih delcev uporabimo za preučevanje takšnih teles, tako da jih obravnavamo kot telesa, sestavljena iz velikega števila skupno delujočih točkastih delcev. Masno središče sestavljenega telesa se obnaša kot točkasti delec.
Klasična mehanika predpostavlja, da imata snov in energija določene, poznane lastnosti, kot sta lokacija v prostoru in hitrost.

### Položaj in njegove izpeljanke
| position                         | m                 |
| angular position/kot             | unitless (radian) |
| hitrost                          | m·s−1             |
| kotna hitrost                    | s−1               |
| pospešek                         | m·s−2             |
| kotni pospešek                   | s−2               |
| trzaj                            | m·s−3             |
| "kotni trzaj"                    | s−3               |
| specifična energija              | m2·s−2            |
| hitrost absorbirane doze         | m2·s−3            |
| vztrajnostni moment              | kg·m2             |
| gibalna količina                 | kg·m·s−1          |
| vrtilna količina                 | kg·m2·s−1         |
| sila                             | kg·m·s−2          |
| navor                            | kg·m2·s−2         |
| energija                         | kg·m2·s−2         |
| moč                              | kg·m2·s−3         |
| tlak in energijska gostota       | kg·m−1·s−2        |
| površinska napetost              | kg·s−2            |
| konstanta vzmeti                 | kg·s−2            |
| obsevanost in energijski tok     | kg·s−3            |
| kinematična viskoznost           | m2·s−1            |
| dinamična viskoznost             | kg·m−1·s−1        |
| gostota (gostota mase)           | kg·m−3            |
| specifična teža (weight density) | kg·m−2·s−2        |
| number density                   | m−3               |
| akcija                           | kg·m2·s−1         |

Položaj točkastega delca je definiran glede na koordinatni sistem s središčem na poljubni fiksni referenčni točki v prostoru, imenovani izhodišče O. Preprost koordinatni sistem lahko opiše položaj delca P z vektorjem, ki ima oznako r s puščico, ki kaže od izhodišča O do točke P. Na splošno velja, da ni potrebno, da točkasti delec miruje glede na O. V primerih, ko se P premika glede na O, je r definiran kot funkcija t, čas. V pred-Einsteinovi relativnosti (znani kot Galilejeva relativnost) je čas šteje absoluten, tj. časovni interval, ki preteče med katerim koli danim parom dogodkov in je enak za vse opazovalce. Klasična mehanika, poleg zanaša na absolutni čas, za strukturo prostora predpostavlja evklidsko geometrijo.

### Hitrost
Hitrost ali stopnja spremembe premika s časom je opredeljena kot odvod položaja glede na čas:
{\displaystyle \mathbf {v} ={\mathrm {d} \mathbf {r}  \over \mathrm {d} t}\,\!} .

### Pospešek
Pospešek ali stopnja spremembe hitrosti je odvod hitrosti glede na čas (drugi odvod položaja glede na čas):
{\displaystyle \mathbf {a} ={\mathrm {d} \mathbf {v}  \over \mathrm {d} t}={\mathrm {d^{2}} \mathbf {r}  \over \mathrm {d} t^{2}}.}

### Opazovalni sistemi
Medtem ko je položaj, hitrost in pospešek delca mogoče opisati glede na katerega koli opazovalca v katerem koli stanju gibanja, klasična mehanika predpostavlja obstoj posebne družine opazovalnih sistemov, v katerih imajo mehanski zakoni narave sorazmerno preprosto obliko. Te posebne opazovalne sisteme imenujemo inercialni sistemi. Inercialni sistem je idealiziran opazovalni sistem, znotraj katerega se predmet z ničelno skupno silo, ki deluje nanj, premika s konstantno hitrostjo; to pomeni, da bodisi miruje bodisi se giblje enakomerno premočrtno. V inercialnem sistemu je Newtonov zakon gibanja, {\displaystyle F=ma}, velja.:185
Neinercialni opazovalni sistemi pospešujejo glede na drug inercialni sistem. Telo, ki se vrti glede na inercialni sistem, ni inercialni sistem. Če gledamo iz inercialnega sistema, se zdi, da se delci v neinercialnem sistemu premikajo na načine, ki jih ne pojasnijo sile iz obstoječih polj v opazovalnem sistemu. Zato se zdi, da obstajajo druge sile, ki vstopajo v enačbe gibanja izključno kot posledica relativnega pospeška. Te sile se imenujejo vztrajnostne sile.

### Sile in drugi Newtonov zakon
Sila v fiziki je vsako dejanje, ki povzroča, da telo pospešuje in mu spreminja njegov hitrostni vektor. Sila izvira iz polja, kot je tudi elektrostatično polje (ki ga povzročajo statični električni naboji), elektromagnetno polje (ki ga povzročajo premikajoči se naboji) ali gravitacijsko polje (ki ga povzroča masa).
Newton je prvi matematično izrazil razmerje med silo in gibalno količino. Nekateri fiziki razlagajo Newtonov drugi zakon gibanja kot definicijo sile in mase, drugi pa ga imajo za temeljni postulat, naravni zakon. Obe razlagi imata enake matematične posledice, zgodovinsko znane kot »drugi Newtonov zakon«:
{\displaystyle \mathbf {F} ={\mathrm {d} \mathbf {p}  \over \mathrm {d} t}={\mathrm {d} (m\mathbf {v} ) \over \mathrm {d} t}.}
Količino mv imenujemo gibalna količina. Neto sila na delec je torej enaka hitrosti spreminjanja gibalne količine delca s časom. Ker je definicija pospeška a = dv/dt, lahko drugi zakon zapišemo v poenostavljeni in bolj znani obliki:
{\displaystyle \mathbf {F} =m\mathbf {a} \,.}

### Delo in energija
Če na delec, ki naredi premik Δ r, deluje stalna sila F, je delo, ki ga opravi sila, definirano kot skalarni produkt vektorjev sile in premika:
{\displaystyle W=\mathbf {F} \cdot \Delta \mathbf {r} \,.}

## Področja
Klasična mehanika se tradicionalno deli na tri glavne veje:
- statika obravnava sisteme v statičnem ravnovesju, torej konstrukcije, ki pod vplivom zunanjih sil kot celota mirujejo, ob tem pa se tudi njihovi posamezni sklopi glede na druge sklope ne gibljejo.
- dinamika proučuje zakone gibanja enega ali skupine teles pod vplivom na njih delujočih sil.
- kinematika opisuje gibanje telesa, ne da bi se spraševala po njegovih vzrokih.

Druga razdelitev temelji na izbiri matematičnega formalizma:
- Newtonova mehanika
- Lagrangeeva mehanika
- Hamiltonova mehanika

Alternativno se jo lahko razdeli glede na področje uporabe:
- nebesna mehanika se ukvarja z gibanjem in vplivi težnosti na nebesna telesa.
- mehanika kontinuuma obravnava obnašanje snovi pri različnih obremenitvah, npr. trdnine in tekočine (tj. kapljevine in plini).
- relativistična mehanika (tj.. vključuje posebno in splošno teorijo relativnosti), za telesa katerih hitrost se približuje svetlobni hitrosti
- statistična mehanika obravnava isto področje kot termodinamika, vendar z mikroskopske plati.